# Juan de Gracia
Juan De Gracia Bonilla (21 aprile 1990) è un ex calciatore panamense, di ruolo centrocampista.